# Dromana House

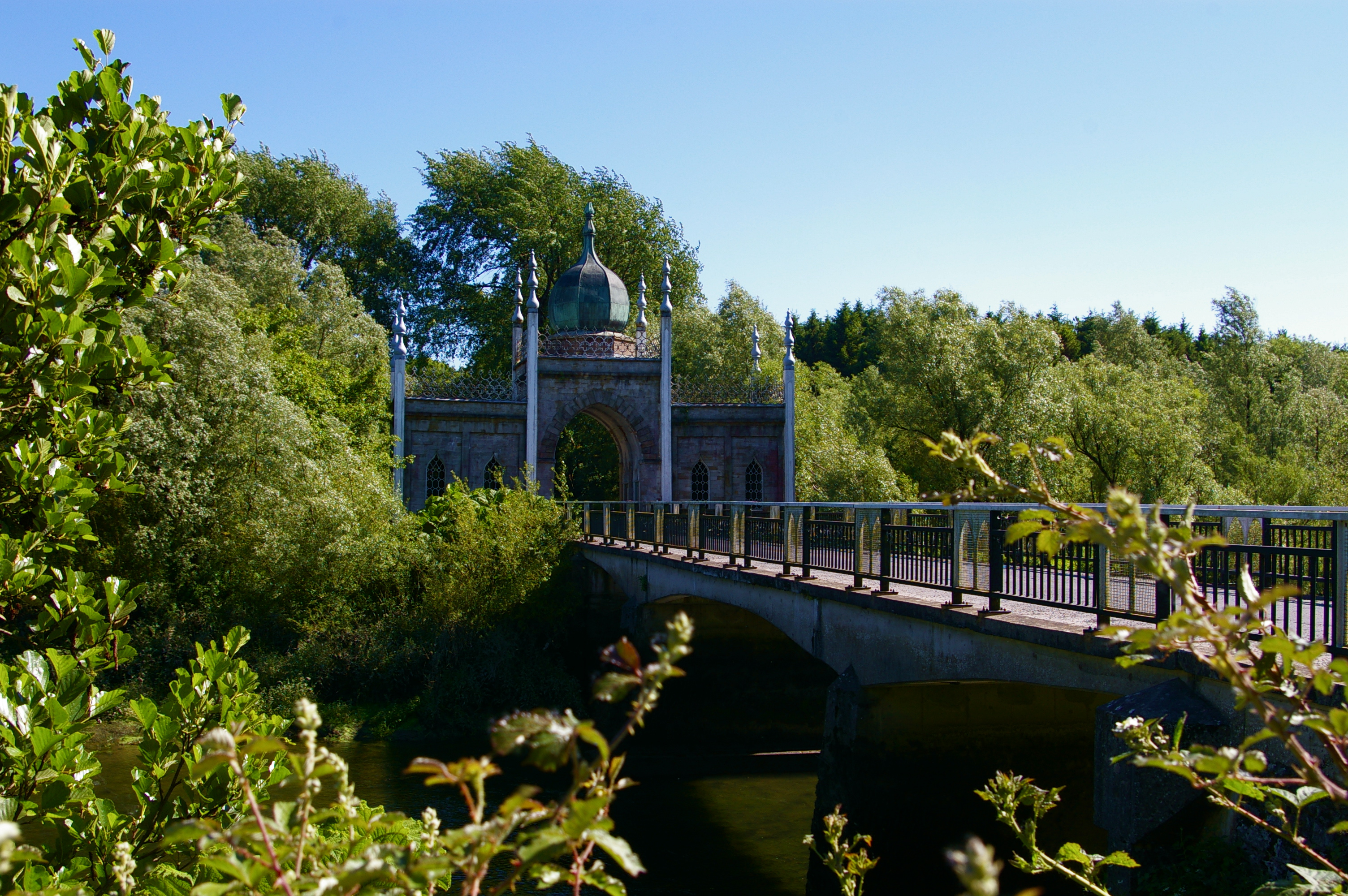
Reich verzierte Eingangslodge mit Brücke zum früheren Anwesen Dromana

Dromana House (irisch Teach Dhrom Eanaigh) ist ein Landhaus über dem Munster Blackwater beim Dorf Villierstown zwischen Dungarvan und Youghal im Westteil des irischen County Waterford. Die Familie Villiers-Stuart und ihre direkten Nachkommen lebten über 700 Jahre lang in dem Haus, was das Anwesen zu einem der ältesten in Irland vor dem 20. Jahrhundert machte.

## Geschichte
Dromana House war ursprünglich eine mittelalterliche Burg, die die mächtige Familie Fitzgerald im 13. Jahrhundert errichten ließ, aus denen bald die FitzGerald-Villiers und schließlich 1802 die Villiers-Stuarts wurden, als der Sohn des Marquess of Bute, Lord Henry Stuart (1777–1809) in die Familie einheiratete.
In den 1640er- und 1650er-Jahren wurde Dromana House nach einer Reihe von Belagerungen zerstört, aber um 1700 wieder aufgebaut, allerdings nicht auf den Fundamenten der alten Burg. Stattdessen entstanden zwei rechtwinklig zueinander gesetzte, einfach gestaltete Flügel an den Seiten der Burghofmauer.
Um 1780 begann man mit dem Bau einen neuen Hauses direkt vor den beiden Flügeln aus den 1700er-Jahren. Dessen Hauptfassade war zweistöckig und hatte neun Joche. Auf Dachhöhe befand sich eine Brüstung. Alle drei Gebäude zusammen folgten der Linie des früheren Burghofes.
Bis zu den 1820er-Jahren wurde umfangreich angebaut, u. a. ein riesiger „Ballsaal mit gebogenen Wänden“. Auf dem Anwesen gab es auch zwei große, eingefriedete Gärten, sowie eine Bastion und ein Pavillon am Fluss.
In den 1820er-Jahren gehörten das 160 km² Land zum Anwesen. Ein Teil dieses Landes bildet heute den Dromana Wood, den derzeit Coillte in einer Langzeitpacht verwaltet. 1965 wurde der Hauptblock von Dromana House aus dem Jahr 1780 abgerissen, was das Ende einer Ära anzeigte; das Anwesen wurde aufgelöst und von der Irish Land Commission übernommen; die bisherigen Eigentümern wurden mit fast wertlosen Immobilienpapieren entschädigt.
Es gibt eine ausführliche Beschreibung von Thomas Carlyle über seinen Wochenendaufenthalt in Dromana House Mitte Juli 1849. Sein Gastgeber war Daniel O’Connells politischer Protegé Lord Henry Mount Stuart of the Decries.
Der größte Teil des Anwesens wurde aufgeteilt, während die architektonisch bemerkenswerten Stallungen direkt südlich der Hauptallee ebenfalls von der Land Commission abgerissen wurde. Die Allee, die sich über fünf Kilometer von der Brücke bei Dromana House bis zum Tor von Villierstown erstreckt, ist heute in öffentlicher Hand, während für die bekannte Torlodge über den Fluss Finisk im hindugotischen Stil die örtliche Kreisverwaltung zuständig ist. Von Dromana House sind heute nur noch der kleineren Seitenflügel aus den 1700er-Jahren erhalten, die allerdings auch geschichtliche Bedeutung besitzen.
Die Familie musste Dromana House in den 1960er-Jahren verkaufen, konnte es aber Anfang der 1990er-Jahre zurückkaufen. Die Villiers-Stuarts lebten bis 2004 in dem Landhaus. Im August 2004 starb James Villiers-Stuart und wurde in der Pfarrkirche von Villierstown begraben.
Dromana House wird heute als Feriendomizil vermietet.